# Îlet du Gosier
Îlet du Gosier är en ö i Guadeloupe (Frankrike). Den ligger i den centrala delen av Guadeloupe, 30 km nordost om huvudstaden Basse-Terre.